# Blauzac
Blauzac är en kommun i departementet Gard i regionen Occitanien i södra Frankrike. Kommunen ligger i kantonen Uzès som tillhör arrondissementet Nîmes. År 2022 hade Blauzac 1 228 invånare.

## Befolkningsutveckling
Antalet invånare i kommunen Blauzac
Referens:INSEE